# Лелег
Леле́г, Ле́лекс (др.-греч. Λελέγης, Λέλεξ) — персонаж древнегреческой мифологии. Согласно лакедемонянам — автохтон. Отец Еврота от наяды Клеохарии. По другой родословной, отец Милета и Поликаона, дед Еврота. Его святилище в Спарте.
В мегарской версии Лелег — сын Посейдона и Ливии, он является эпонимом племени лелегов, обитавших в Мегариде, области города Мегара, где он царствовал. Могильный памятник Лелега был сооружён на морском берегу у подножия акрополя Нисеи.